# The English (miniserie televisiva)
The English è una miniserie televisiva anglo-statunitense scritta e diretta da Hugo Blick. Prodotta da BBC e Amazon Studios vede protagonisti Emily Blunt e Chaske Spencer. Ha debuttato nel Regno Unito su BBC Two e BBC iPlayer il 10 novembre 2022 mentre negli Stati Uniti è stata resa disponibile il giorno seguente su Prime Video. In Italia è stata interamente pubblicata l'8 marzo 2023 su Paramount+.

## Trama
1890. Una nobildonna inglese, Lady Cornelia Locke, va nel West in cerca di vendetta sull'uomo che vede responsabile per la morte di suo figlio, e si imbatte in Eli Whipp, un ex esploratore di cavalleria e membro della Nazione Pawnee per nascita, sulla via per il Nebraska per rivendicare la terra che gli è dovuta per il suo servizio nell'esercito degli Stati Uniti.

## Puntate
| nº | Titolo originale                | Titolo italiano       | Pubblicazione UK | Pubblicazione Italia |
| -- | ------------------------------- | --------------------- | ---------------- | -------------------- |
| 1  | What You Want and What You Need | L'inizio della storia | 10 novembre 2022 | 8 marzo 2023         |
| 2  | Path of the Dead                | Il sentiero dei morti | 10 novembre 2022 | 8 marzo 2023         |
| 3  | Vultures on the Line            | Avvoltoi in attesa    | 10 novembre 2022 | 8 marzo 2023         |
| 4  | The Wounded Wolf                | Il lupo ferito        | 10 novembre 2022 | 8 marzo 2023         |
| 5  | The Buffalo Gun                 | Caccia grossa         | 10 novembre 2022 | 8 marzo 2023         |
| 6  | Cherished                       | Resa dei conti        | 10 novembre 2022 | 8 marzo 2023         |

## Personaggi e interpreti

### Principali
- Lady Cornelia Locke, interpretata da Emily Blunt, doppiata da Domitilla D'Amico.
Aristocratica inglese che viaggia nel West in cerca di vendetta per la morte di suo figlio.
- Eli Whipp / Lupo Ferito, interpretato da Chaske Spencer, doppiato da Francesco De Francesco.
Sergente e esploratore Pawnee che si ritira dall'esercito degli Stati Uniti per rivendicare la terra che gli spetta in Nebraska.
- Richard M. Watts, interpretato da Ciaran Hinds, doppiato da Stefano De Sando.
Proprietario di un hotel isolato nel Kansas.
- Sebold Cusk, interpretato da Toby Jones, doppiato da Luca Dal Fabbro.
Cocchiere
- Thomas Trafford, interpretato da Tom Hughes, doppiato da Flavio Aquilone.
Aristocratico britannico e proprietario di un ranch.
- Robert Marshall, interpretato da Stephen Rea, doppiato da Marco Mete.
Sceriffo a Hoxem.
- John Clarke, interpretato da Gary Farmer, doppiato da Gianni Giuliano.
Agricoltore e marito di Katie.
- Katie Clarke, interpretata da Kimberly Guerrero, doppiata da Tatiana Dessi.
Moglie di John.
- Martha Myers, interpretata da Valerie Pachner, doppiata da Valentina Favazza.
Allevatrice di bovini e moglie di Billy.
- Red Morgan, interpretato da Malcolm Storry.
- Uccide sull'Acqua, interpretato da William Belleau, doppiato da Simone Mori.
Capo Cheyenne.
- David Melmont, interpretato da Rafe Spall, doppiato da Simone D'Andrea.
Contabile ambizioso e violento.
- Luna Bianca, interpretato da Forrest Goodluck, doppiato da Federico Bebi.
Figlio di Tocca la Terra, da adulto interpreta Eli nello spettacolo itinerante del Jackson's Wild West Show.

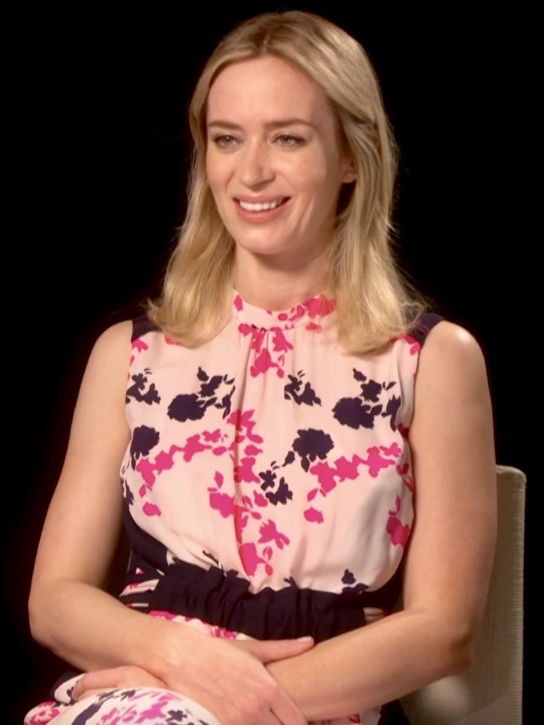
Emily Blunt
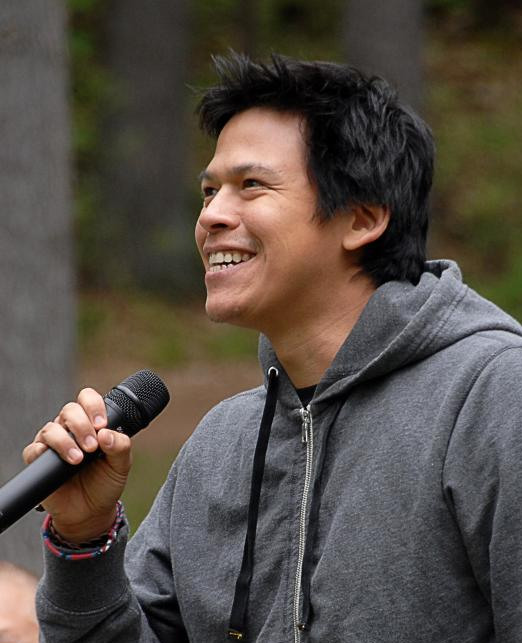
Chaske Spencer
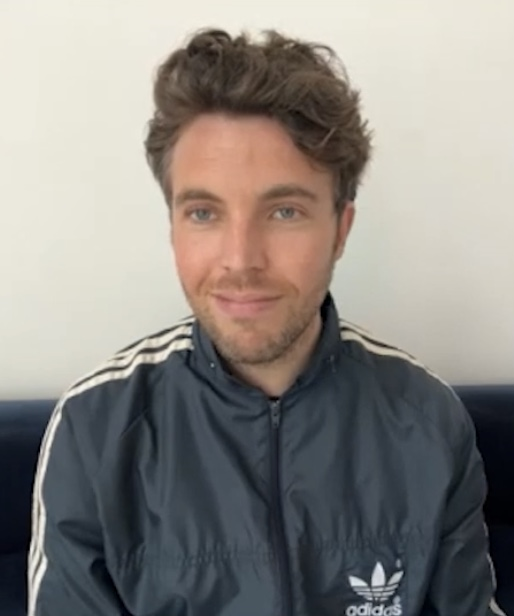
Tom Hughes
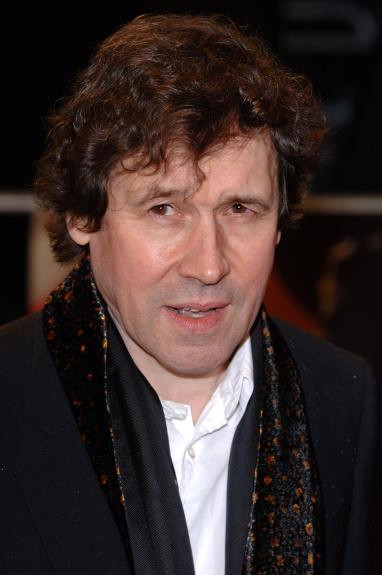
Stephen Rea
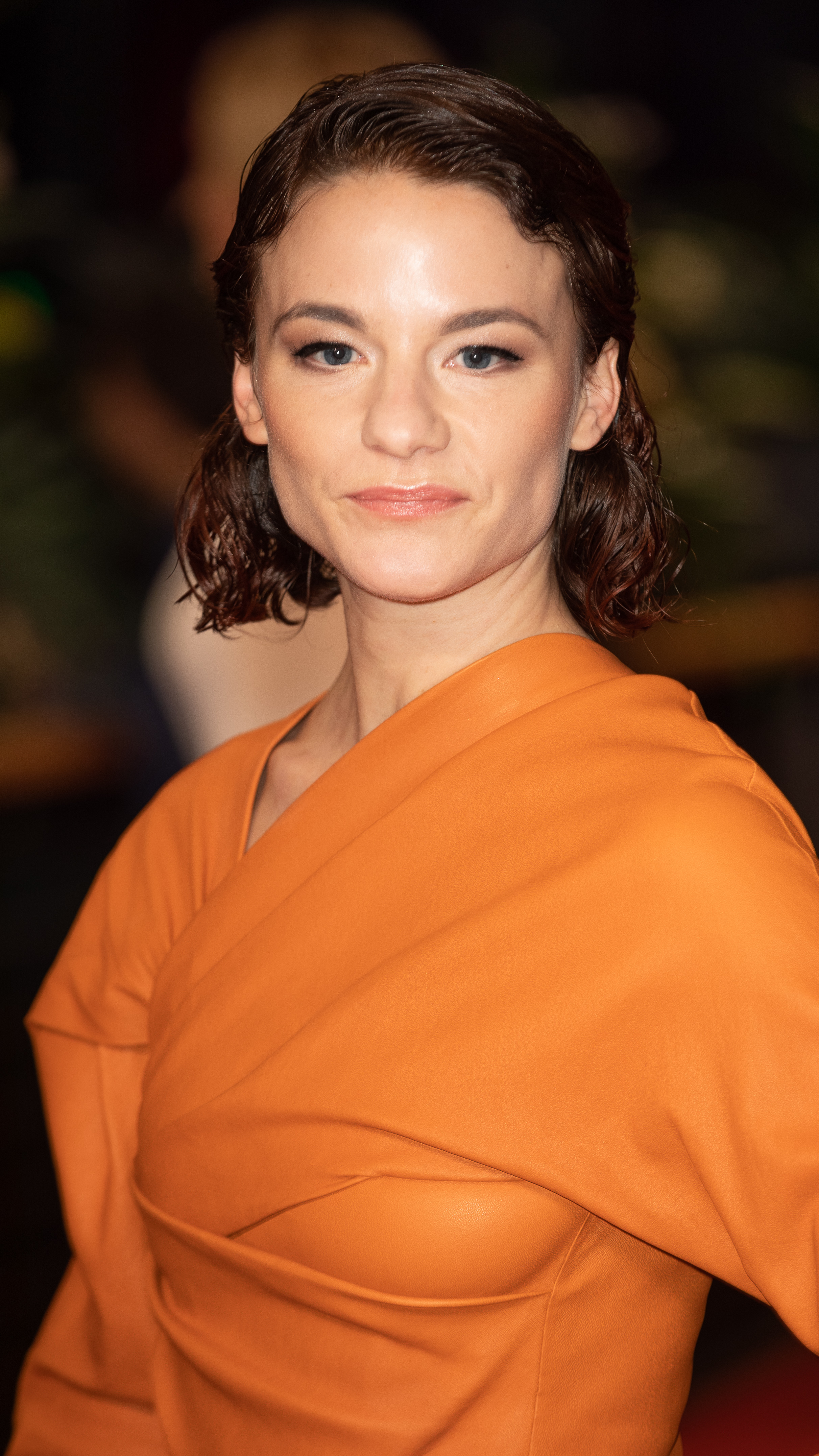
Valerie Pachner
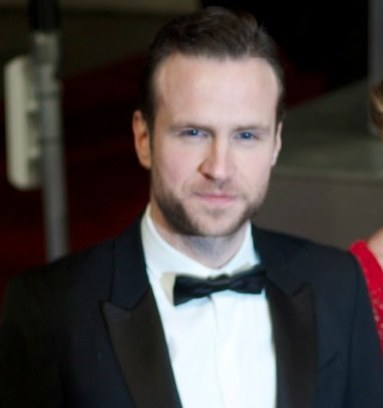
Rafe Spall

### Ricorrenti
- Timothy Flynn, interpretato da Miguel Alvarez.
Agricoltore che spara a sua moglie e si suicida.
- Billy Myers, interpretato da Nicholas Aaron.
Marito di Martha e padre di Jed.
- Jed Myers, interpretato da Walt Klink.
Figlio di Martha e Billy.
- Tocca la Terra, interpretata da Tonantzin Carmelo.
Vedova di Falco che Corre e madre di Luna Bianca.

## Produzione
Nel febbraio 2020 Emily Blunt è stata scritturata per interpretare la protagonista. Nel maggio 2021 Chaske Spencer, Rafe Spall, Toby Jones, Tom Hughes, Stephen Rea, Valerie Pachner, Ciarán Hinds, Malcolm Storry, Steve Wall, Nichola McAuliffe, Sule Rimi e Cristian Solimeno entrano nel cast.
Le riprese sono iniziate in Spagna nel maggio 2021 e si sono concluse nel settembre seguente.

## Accoglienza

### Critica
Sull'aggregatore di recensioni Rotten Tomatoes la miniserie ottiene l'83% delle recensioni professionali positive, con un voto medio di 7,70 su 10 basato su 59 critiche. Il consenso critico del sito web indica: «Un'illustrazione da urlo elevato dalle interpretazioni di Emily Blunt e Chaske Spencer, The English è un esaltante e piuttosto  girovagante western creato con ammirevole maestria.» Metacritic, invece, ha assegnato un punteggio di 74 su 100 basato su 26 recensioni, indicando "recensioni generalmente positive". The Guardian ha assegnato alla miniserie cinque su cinque, indicando: «sebbene si potrebbe perdere traccia dei particolari, la trama non diventa mai incomprensibile o le interpretazioni meno che irresistibili» citando la recitazione di Blunt e Spencer come «una rivelazione».

### Riconoscimenti
- 2023 – Screen Actors Guild Awards[11]
  - Candidatura alla miglior interpretazione di un'attrice in una miniserie o film TV a Emily Blunt
- 2023 – British Academy Television Awards[12]
  - Candidatura al miglior attore a Chaske Spencer
- 2023 – British Academy Television Craft Awards[12]
  - Candidatura al miglior regista Hugo Blick
  - Candidatura alla miglior costumista a Phoebe De Gaye
  - Candidatura al miglior colonna sonora a Federico Jusid
  - Candidatura alla miglior scenografia a Chris Roope
- 2023 – Irish Film & Television Awards[13]
  - Attore in una serie televisiva drammatica a Stephen Rea
- 2023 – Royal Television Society Programme Awards[14]
  - Candidatura all'attore protagonista a Chaske Spencer